# Mainpur
Mainpur (nep. मैनपुर) – gaun wikas samiti w środkowej części Nepalu w strefie Narajani w dystrykcie Parsa. Według nepalskiego spisu powszechnego z 2001 roku liczył on 394 gospodarstw domowych i 2672 mieszkańców (1272 kobiet i 1400 mężczyzn).